# Киткин, Николай Алексеевич
Николай Алексеевич Киткин (1870—1915) — полковник, военный юрист, герой Первой мировой войны.

## Биография
Из дворянского рода Киткиных. Родился 14 сентября 1870 года. Образование получил в 1-м специальном классе Морского училища, после чего выдержал испытание в юридических науках при Новороссийском университете.
В военную службу вступил 24 сентября 1889 года вольноопределяющимся в 59-й пехотный Люблинский полк и 10 августа 1890 года был произведён в подпоручики. В этом полку Киткин получил чины поручика (10 августа 1894 года), штабс-капитана (2 июля 1899 года) и капитана (10 августа 1902 года). Командовал ротой и батальоном. 28 сентября 1904 года произведён в подполковники. Принимал участие в русско-японской войне и за боевые отличия был награждён орденами св. Станислава 3-й степени с мечами и бантом и св. Анны 3-й степени с мечами и бантом.
Затем Киткин прошёл курс в Александровской военно-юридической академии, из которой выпущен по 1-му разряду. Служил помощником прокурора Омского военного округа по военно-прокурорскому надзору. 3 мая 1909 года назначен военным следователем Омского военного округа и 6 декабря того же года произведён в полковники. 4 июля 1912 года переведён на должность помощника военного прокурора Омского военно-окружного суда.
При начале Первой мировой войны Киткин был переведён в действующую армию и зачислен в резерв чинов при штабе Киевского военного округа. 13 марта 1915 года он был посмертно награждён орденом св. Георгия 4-й степени
Командуя Кременецким пехотным полком, при защите Тухольского перевала 20-го янв. 1915 г., лично повёл роты в контратаку, воодушевляя людей личным примером, и не только предотвратил потерю всей нашей позиции, но заставил отступить противника с только что занятой им позиции, при чём был тяжело ранен и на следующий день скончался от полученной в бою раны.